# Sân bay Sørkjosen
Sân bay Sørkjosen (IATA: SOJ, ICAO: ENSR) là một sân bay gần Sørkjosen ở đô thị Nordreisa, Troms miền bắc Na Uy. Đơn vị sở hữu và vận hành là Avinor. Năm 2005, có 8.964 sử dụng sân bay này.
Ở đây còn có hãng Widerøe cung cấp dịch vụ theo hợp đồng nghĩa vụ dịch vụ công cộng với chính phủ Na Uy.
Sân bay này được khai trương thập niên 1970.

## Các hãng hàng không và tuyến bay
- Widerøe (Hammerfest, Tromsø)